# アルベール・シャンピオン
アルベール・シャンピオン（Albert Champion、1878年4月5日 - 1927年10月26日）は、フランス、パリ出身の元自転車競技選手。自動車の先駆者の一人としても知られる。

## 来歴
少年期にパリの自転車工場で、使い走りとして従事したことがきっかけとなり、自転車レースに興じるようになった。1899年のパリ〜ルーベを優勝。その後、徴兵を免れる目的でアメリカへ渡った。アメリカでは自動車レースに興じたが、1903年、レース中に瀕死の重傷を負ったことが契機となり自動車会社を起こすことを決意。その後、怪我の療養と資金稼ぎの目的でフランスに戻り、1904年、国内選手権のドミフォンで優勝。そして1905年、再び渡米した。
同年、フランクとロバートのストラナハン兄弟から2000ドルの資金を得て、燧石を使った点火プラグ（スパーク・プラグ）の会社であるチャンピオン・スパーク・プラグ・カンパニー（Champion Spark Plug Company, チャンピオン）をボストンに設立したが、その後、経営方針を巡ってストラナハン兄弟と対立したため、同社を離れた。1908年、ゼネラルモーターズ (GM) の創設者ウィリアム・C・デュラントの支援を得て、チャンピオン・イグニション・カンパニー（Champion Ignition Company）を設立した。そこで製造される点火プラグは、自身の名前を取って「AC・スパーク・プラグ」と呼ばれた。その後、商標権を巡ってチャンピオン・スパーク・プラグ・カンパニーと対立し、訴訟問題に発展したことから、1922年にAC・スパーク・プラグと社名を変更した。同社は後にACデルコと名称を変更し、今日に至っている。
1921年、最初の結婚をしたもののすぐに離婚、これを契機にフランスに戻り、翌1922年に再婚した。だがその後5年後の1927年10月25日、夫人の不倫を疑って、その相手と目される人物と、パリのナイトクラブで喧嘩となり、その人物から暴行を受けた。そしてその翌日、宿泊先のホテルで死亡した。当初は暴行を受けたことも原因と見られ、長らく死因が特定できなかったが、後に肺塞栓症によるものだとされた。